# 選手兼任監督
選手兼任監督（せんしゅけんにんかんとく）は、スポーツのチーム競技において、監督業をこなす兼業選手のことを言う。
なお、選手兼任監督と呼ばれるのは選手・監督いずれも同一チームに所属する場合を意味し、選手としての所属とは別のチームで監督を務める場合（時折見られるものとして教員団やクラブチームなど所属の社会人選手が出身あるいは勤務先の大学や高校の監督に就任するというケース）は使われない。

## 野球

### 日本
日本では特に昭和期のプロ野球選手に多い。プロ野球の第1号選手兼任監督は、プロ野球創設年の1936年に選手兼任監督になった大東京軍の伊藤勝三である。戦前から戦後初期は選手人員不足から多くのチームで選手兼任監督、あるいは選手兼任コーチ（コーチングスタッフ兼任の選手）が多く存在した（下記参照）。特に苅田久徳は1938年から東京セネタース→翼軍、大洋軍、大和軍、東急フライヤーズ（現：北海道日本ハムファイターズ）と4球団で選手兼任監督を務めている。
阪神タイガースの藤村富美男は審判に「代打、ワシ」と告げ、その打席で現役最後となる代打逆転サヨナラ満塁本塁打を打ったエピソードが有名である。
毎日オリオンズ（現：千葉ロッテマリーンズ）の湯浅禎夫は通算1試合しか出場していない。
1970年の阪神・村山と南海ホークス（現：福岡ソフトバンクホークス）・野村克也と共に、西鉄ライオンズ（現：埼玉西武ライオンズ）が現役を引退したばかりの稲尾和久を監督に就任させたため、この3人は「青年監督トリオ」とも言われた。また、野村は後に実質的な指揮権をヘッドコーチのドン・ブレイザーに任せていた事を語っている。
1977年に野村が南海の監督を解任されて以降、しばらく選手兼任監督はいなくなるが、2006年に東京ヤクルトスワローズで古田敦也が29年ぶりに選手兼任監督に就任、2年間監督を続けた（「代打、オレ」）。さらに、2014年から中日の谷繁元信が選手兼任監督に就任し、2015年まで2年間は選手兼任として、2016年は監督専任となった。
なお、日本野球機構（NPB）における選手兼任監督不在の時代、公認野球規則に監督がマウンドに向かう回数を制限する条項 が加えられており、また捕手などの野手がマウンドに向かう回数はリーグの申し合わせなどで別の基準により制限されていたことから、古田の兼任に際して監督と選手の規則上の扱いの違いの問題が浮上した。このため規則変更が行われ、主な変更点は「監督が捕手として出場する時は、あらかじめベンチコーチの中から監督代行を選んでおく」「監督が捕手として試合出場中はルール上は捕手として取り扱う」「選手・監督いずれかの立場において退場などの処分を受けた場合に処分は両方の身分に対して有効になる」などである。
ユニフォームの着替えは、選手ロッカー室は使わず、監督室で行う。監督は管理職であるとして日本プロ野球選手会（労働組合）を脱会することとなっている。
選手兼任監督が選手としての出場選手登録を抹消した期間中は、一軍の試合では監督専任で活動することになるが、期間中に選手としての調整を目的に二軍（イースタン・リーグおよびウエスタン・リーグ）の試合に二軍監督の指揮下で一選手としての出場ができるかどうかについては明確にされていない。
日本の独立リーグでは、ルートインBCリーグと九州アジアリーグ、北海道フロンティアリーグ、北海道ベースボールリーグ、さわかみ関西独立リーグ、日本海リーグにて選手兼任監督が見られ、旧関西独立リーグ、日本海オセアンリーグでも見られた。旧関西・大阪の村上隆行やBC・滋賀の上園啓史は選手としてのブランクがありながらシーズン途中に選手に復帰したことで兼任監督になった例であり、これは選手の不足や負担軽減のための緊急対策としての兼任せざるを得なくなったものである。また、監督代行として兼任で指揮を執った者として、長崎セインツの前田勝宏（2008年）、神戸9クルーズの村上眞一（2009年）、明石レッドソルジャーズの藤本博史（2010年）、信濃グランセローズの髙橋信二（2015年）、火の国サラマンダーズの荒西祐大（2024年）がいる。なお、四国アイランドリーグplusは2008年のシーズンオフに規則で原則として監督・コーチの選手との兼任を禁じたことがあり、2009年から2020年までは兼任指導者自体が存在しなかった。2021年に13年ぶりに近藤一樹と伊藤隼太が兼任コーチに就任し、同年の公式戦ルールには選手兼任の指導者を認めることが明記された。
アマチュア野球では、特に社会人野球に多い。主な兼任監督として三菱ふそう川崎硬式野球部の選手兼任監督を務め、引退後は野球日本代表のコーチングスタッフにもなった垣野多鶴、2007年の都市対抗野球大会で初出場を果たした岩手21赤べこ野球軍団の平良和一郎がいる。また、西武ライオンズ・中日ドラゴンズでプレーした山野和明もプロ引退後に互大設備ダイヤモンドクラブの監督兼選手となっている。さらに社会人野球初の女性監督となった茨城ゴールデンゴールズの片岡安祐美も選手兼任である。

#### 日本野球機構における選手兼任監督
※現存する球団には、その前身球団の選手兼任監督だった者を含む。
読売ジャイアンツ
- 中島治康（外野手、1943・1946途 - 1947途・1949）※1949年は監督代行
- 藤本英雄（投手、1944・1946 - 1946途）
- 水原茂（内野手、1950）※引退後も1960年まで監督専任で残留

阪神タイガース
- 松木謙治郎（内野手、1940 - 1941・1950 - 1951）※引退後も1954年まで監督専任で残留
- 若林忠志（投手、1942 - 1944・1947 - 1949）
- 藤村富美男（内野手、1946・1955途 - 1956）※1955年は監督代行、引退後も1957年の1年間監督専任で残留し、監督退任後の1958年に現役復帰している
- 村山実（投手、1970 - 1972）※1972年はシーズン途中で指揮権を返上し、監督の肩書はそのままながら、金田正泰ヘッドコーチに監督代行を委ねる

中日ドラゴンズ
- 桝嘉一（外野手、1937春途 - 1937秋・1943）
- 本田親喜（外野手、1941 - 1942）
- 杉浦清（内野手、1946途 - 1948）
- 野口明（捕手、1955 - 1956）
- 杉下茂（投手、1959 - 1960）※登録上は投手兼任監督だったが、実際に試合への登板はしなかったため事実上は監督専任であった。監督退任後の1961年に大毎に移籍して「現役復帰」
- 谷繁元信（捕手、2014 - 2015）※引退後も2016年途中まで監督専任で残留

オリックス・バファローズ
- 山下実（内野手、1938 - 1939途・1940 - 1940途）
- 井野川利春（捕手、1940途 - 1942）
- 西村正夫（外野手、1943 - 1944、1946 - 1947途）
- 浜崎真二（投手、1947途 - 1950）※引退後も1954年まで監督専任で残留

福岡ソフトバンクホークス
- 山本一人（内野手、1946 - 1952）※引退後も1968年まで監督専任で残留
- 野村克也（捕手、1970 - 1977）※1977年はシーズン終了まで2試合を残して解任。

北海道日本ハムファイターズ
- 苅田久徳（内野手、1947 - 1948）※1948年はシーズン途中で退任
- 井野川利春（捕手、1949）
- 岩本義行（外野手、1956 - 1957）※引退後も1960年途中まで監督専任で残留

千葉ロッテマリーンズ
- 湯浅禎夫（投手、1950）※引退後も1952年途中まで監督専任で残留
- 若林忠志（投手、1953）
  - 1950年 - 1952年途中の毎日オリオンズ（ロッテの前身）は名目上の監督は若林であったが、実際の指揮は「総監督」として湯浅が執っており、記録上の監督も湯浅となっている。2人は1952年の平和台事件を受けていったん更迭され、翌1953年に復帰したが、このときは若林が実際の指揮を執っている。
- 別当薫（外野手、1952途 - 終了・1954 - 1957）※1952年は監督代行、引退後も1959年まで監督専任で残留

横浜DeNAベイスターズ
- 中島治康（外野手、1951）※シーズン途中で退任
- 藤井勇（外野手、1955）

埼玉西武ライオンズ
- 宮崎要（内野手、1950）
- 中西太（内野手、1962 - 1969）※1969年はシーズン途中で退任
- 江藤愼一（外野手、1975）

広島東洋カープ
- 白石勝巳（内野手、1953途 - 1956）※引退後も1960年まで監督専任で残留

東京ヤクルトスワローズ
- 宇野光雄（内野手、1956）※引退後も1960年まで監督専任で残留
- 古田敦也（捕手、2006 - 2007）

大阪近鉄バファローズ
- 小玉明利（内野手、1967）

松竹ロビンス
- 伊藤勝三（捕手、1936）※シーズン途中で退任
- 竹内愛一（投手、1941）※引退後も1943年まで監督専任で残留
- 坪内道則（外野手、1944）

西日本パイレーツ
- 小島利男（外野手、1950）

大和軍
- 森茂雄（内野手、1937 - 1939）
- 苅田久徳（内野手、1942途 - 1943）

西鉄軍
- 苅田久徳（内野手、1941）

名古屋金鯱軍
- 岡田源三郎（捕手、1936 - 1937途、1938 - 1939）※1937年までは総監督兼任
- 二出川延明（外野手、1936 - 1936途）
- 島秀之助（外野手、1936途 - 1937）

翼軍
- 苅田久徳（内野手、1938 - 1940）

#### 独立リーグにおける選手兼任監督
- 村上隆行（大阪ゴールドビリケーンズ、2010年途中）※専任監督から兼任に変更
- マック鈴木（神戸サンズ、2011年）
- 高津臣吾（新潟アルビレックス・ベースボール・クラブ、2012年）
- 森慎二（石川ミリオンスターズ（2013年 - 2014年）
- 大塚晶文（信濃グランセローズ、2014年）
- フリオ・フランコ（石川ミリオンスターズ、2015年）
- 岩村明憲（福島ホープス、2015年 - 2017年）※引退後も監督専任で残留（2025年から総監督）
- 上園啓史（滋賀ユナイテッドベースボールクラブ、2017年途中）※専任監督から兼任に変更
- 西岡剛（福岡北九州フェニックス→北九州下関フェニックス、2022年 - 2023年）※2024年は専任の総監督
- トニ・ブランコ（士別サムライブレイズ、2022年）※来日前に契約解除し、試合出場なし
- 後藤光尊（石川ミリオンスターズ、2022年 - 2023年）
- 中村勝（KAMIKAWA・士別サムライブレイズ、2023年）
- 金丸将也（宮崎サンシャインズ、2023年途中 - 2024年途中）※専任監督から兼任に変更
- 佐藤明義（すながわリバーズ、2023年途中）※専任監督から兼任に変更
- 山川和大（兵庫ブレイバーズ、2023途中 - ）※専任監督から兼任に変更
- 生島大輔（淡路島ウォリアーズ、2024年 - 同年途中）
- 巽真悟（茨城アストロプラネッツ、2024年 - ）
- 土肥翔治（旭川ビースターズ、2024年 - ）
- 香月良仁（佐賀インドネシアドリームズ→佐賀アジアドリームズ、2024年 - ）※準加盟球団
- 松本直晃（北九州下関フェニックス、2024年途中 - 終了）※専任監督から兼任に変更
- 日下部光（SHIGA HIJUMPS、2025年 - ）※準加盟球団
- 平間隼人（北九州下関フェニックス、2025年 - ）

### メジャーリーグベースボール
メジャーリーグベースボール（以下、メジャーリーグ）でも選手兼任監督は過去おり、古くはタイ・カッブやビル・テリーなどの名選手が監督を兼任したことがあるが、当時、アメリカでは大恐慌が起きたために、監督の人件費をあまりかけられない、というオーナーサイドの意向によるものとされる。
ちなみにメジャーリーグで最年少の監督はクリーブランド・インディアンスのルー・ブードローで、やはりプレイングマネージャーとして24歳での就任だった。また、黒人初の監督となったフランク・ロビンソンも兼任として就任した。
なおメジャーリーグで最後の選手兼任監督となっているのは、シンシナティ・レッズのピート・ローズ（1985年から1986年まで選手兼任監督）である。

## サッカー

### 日本
日本のサッカーでは、日本サッカーリーグ (JSL) 時代に釜本邦茂がヤンマーで選手兼任監督をしていた例があるが、日本プロサッカーリーグ (Jリーグ) では、Jリーグ規約第109条に「トップチームの監督およびコーチは、選手として登録することはできない」と明記があり、監督・コーチと選手を兼任することが出来ないため、正式な肩書での選手兼任監督並びに選手兼任コーチは存在せず、監督やコーチがチーム事情から現役復帰する場合は、事実上兼任する場合であっても、形式上監督およびコーチ登録を解除する。
下部リーグでは、1995年のJFLのブランメル仙台（現-ベガルタ仙台）の選手兼監督だった鈴木武一、2002年から2003年にかけての群馬県リーグ、関東サッカーリーグ時代のザスパ草津の奥野僚右、2004年から2005年にかけての東北社会人サッカーリーグのグルージャ盛岡の選手兼監督だった武藤真一、2009年から2013年にかけての藤枝MYFCの斉藤俊秀、2016年に沖縄SVを創設し代表兼選手兼監督となった高原直泰、2022年の神奈川県リーグ時代のはやぶさイレブン、2023年埼玉県リーグの鴻巣シティFCの永井雄一郎の例がある。
女子サッカーでは、2000年からジェフ市原レディースの監督を務めていた鈴木政江が2002年に選手復帰し兼任第1号として2004年まで指揮を執った。2006年から日本女子サッカーリーグ（なでしこリーグ）に参戦している福岡J・アンクラスの河島美絵監督も当初選手兼任であったが2007年を以って選手引退した。2021年に発足された日本女子プロサッカーリーグ（WEリーグ）ではWEリーグ規約第97条に「トップチームの監督およびコーチは、選手として登録することはできない」と明記されており、Jリーグ同様となっている。

#### 日本サッカーリーグにおける選手兼任監督
東洋工業サッカー部
- 山崎芳樹（1938 - 1950）
- 小畑実（1951 - 1963）

古河電気工業サッカー部
- 長沼健（1958 - 1961）
- 平木隆三（1962 - 1965）
- 内野正雄（1966）
- 八重樫茂生（1967）

三菱重工業サッカー部
- 岡野良定（1950 - 1959）
- 生駒友彦（1966）
- 二宮寛（1967 - 1968）
- 横山謙三（1976 - 1977）

八幡製鉄サッカー部
- 渡辺正（1969 - 1971）
- 宮本輝紀（1976）

ヤンマーディーゼルサッカー部
- 釜本邦茂（1978 - 1984）

### 日本国外
日本国外のサッカーでは、ケニー・ダルグリッシュがヘイゼルの悲劇後に辞任したジョー・フェイガン監督の後任としてリヴァプールFCの選手兼任で就任した。チェルシーFCのルート・フリットも1996-1997シーズンに選手兼任監督としてプレーし、史上初の外国人監督によるFAカップ制覇を達成している。また、フリットの後任監督も選手兼任監督のジャンルカ・ヴィアリである。
ジョージ・ウェアは母国リベリアの代表として2000年から2年間、監督兼選手（兼キャプテン、さらにリベリアサッカー協会会長も兼務）でFIFAワールドカップアフリカ予選やアフリカネイションズカップに出場していた。

## バスケットボール
バスケットボールの場合、「プレイングコーチ」「プレイヤーコーチ」と呼ばれるが、ヘッドコーチ（監督）のみならず、アシスタントコーチ兼任も含めて指すことが多い。

### 日本
旧日本リーグでは千葉ピアスアローバジャーズの岡村憲司が2006-07シーズンにプレイングコーチとなり、日本リーグ優勝を決めてMVPとコーチ・オブ・ザ・イヤーをダブル受賞した例がある。バジャーズではそれ以前にも中村彰久がプレイングコーチとなっていた。
bjリーグでは2005-2006シーズンにおいて、埼玉ブロンコスのチャールズ・ジョンソンヘッドコーチが、シーズン途中で故障により選手登録から外れたデービッド・ベンワーに代わりプレイングコーチとして現役復帰したケースがある。また、2010年より参入した秋田ノーザンハピネッツでは長谷川誠が監督の肩書たるプレイングマネージャーに就任した。
bjリーグの規定では、プレイングコーチがコート上でプレイしている時間はヘッドコーチとしての権限を失い、代わってアシスタントコーチが代行としての権限を行使する。但し、プレイングコーチ・アシスタントコーチが同時にベンチに入っている時間はプレイングコーチが権限を有する。また、プレイングコーチとしての契約期間はサラリーキャップの対象になる。
一方、福井ブローウィンズヘッドコーチの伊佐勉は、琉球ゴールデンキングスアシスタントコーチ就任前にクラブチーム「レキオスバスケット」で監督兼任としてプレーしていた。
2016年発足のBリーグでは、2017-18シーズン途中より広島ドラゴンフライズヘッドコーチにBリーグ初の兼任として朝山正悟が就任し、続いてバンビシャス奈良で石橋晴行も兼任でヘッドコーチに就任した。また、茨城ロボッツにおいては前出の岡村がスーパーバイジングコーチの肩書を持ち選手兼任ながら実質的な指揮を執っている。

### NBA
NBAでも過去にプレイヤーコーチは存在した。
NBA史上最年少コーチはデトロイト・ピストンズのデイブ・ディバッシャーで、プレイングコーチとして24歳での就任であった。また、北米4大プロスポーツリーグ初の黒人コーチとなったビル・ラッセルもボストン・セルティックスでプレイングコーチを務めた。
特に顕著だったのは1970年代である。当時はNBA人気がどん底に喘いでおり、各球団が経営難で人件費をかけられなかったため、レニー・ウィルケンズ、アル・アットルス、デイブ・コーウェンスらがプレイヤーコーチとして指揮を執っていた。

## 大相撲
大相撲における選手兼任監督に類するものとして、親方として部屋の運営をこなしながら現役を務める「二枚鑑札」と呼ばれる力士がかつて存在した。最も近い例では1959年～1960年に第44代横綱栃錦清隆が現役力士と年寄春日野を兼任していた時がある。栃錦が1960年5月場所限りで現役を引退し、年寄春日野として親方に専念して以降は、二枚鑑札は事実上廃止とされた状態になり現在に至っている。現役晩年の琴ノ若晴將が後継予定者として師匠療養中に代行を務めていたことがあり、引退時でも前頭下位クラスの実力を維持していたこともあって二枚鑑札での現役続行を求める声もあったが結局実現しなかった。
他に、将来の分家独立を考えて、現役中から「内弟子」をとって育成することも少なくない。この場合「現役力士の弟子」ということになるが、師匠として表に立つのはあくまでその相撲部屋の師匠である。ただし、稽古のみならず寝食もともにする相撲部屋の形態上、いわば「居候」の身分であるそうした内弟子の扱いは概して冷淡なものになる。現在の様な部屋別総当り制のもとでは、いずれ本場所で対戦する立場になるということもあって、なおその傾向が強くなる。また、いざ独立という段になって、その素質を惜しんだ本家側が内弟子の移籍を認めないなどの軋轢もしばしば生じている。逆に、力櫻猛のように隆の里の内弟子として入門するも隆の里が独立する際に力櫻本人が二子山部屋に残ることを希望しながらも残留が認められずに強制移籍となり、そのことで師弟関係が悪化して脱走同然で廃業となった例もある。また、白鵬翔のように、内弟子を取っていた部屋付き親方が所属部屋（宮城野部屋）を継承し、代わって定年後の雇用延長の上で部屋付きとなった先代（竹葉山真邦）からの預かり弟子とともに在籍し続ける例もある。

## その他のスポーツ

### 社会人スポーツ
特に社会人スポーツにおいては兼任監督が多くみられ、これまでに、
- ラグビーの森重隆・松尾雄治・桜庭吉彦（新日鐵釜石）
- バレーボールの田中幹保（新日鐵）・柳本晶一（新日鐵・日新製鋼）・眞鍋政義（新日鐵）・増成一志（大分三好）・泉川正幸（ジェイテクト）・加藤陽一（つくばユナイテッド）・丸山由美（小田急）
- アイスホッケーの岩本裕司（雪印）・若林修（西武鉄道）・村井忠寛（H.C.栃木日光アイスバックス。選手の人数不足によるシーズン途中での追加登録）
- ソフトボールの宇津木麗華（日立&ルネサス高崎）・安藤美佐子（湘南ベルマーレスポーツクラブ）
- ハンドボールの西山清（日新製鋼）・山口修（ワクナガレオリック・2010年監督退任と同時に現役も引退・社業に専念）
- 卓球の森薗政崇（静岡ジェード）
- 陸上競技の北風沙織（北海道ハイテクAC）・神野大地（M&Aベストパートナーズ）
- スキージャンプの葛西紀明（土屋ホーム）
- スピードスケートの加藤条治（日本電産サンキョー）

らが兼任で指揮を執っている。
特殊な例として、主将（キャプテン）が事実上、監督の代行を務めたという、ラグビーのケースがある。神戸製鋼ラグビー部は、東山勝英が主将を務めることになった際、監督制を廃止し、主将が監督の役割を果たすことにチーム組織を改めたが、1988年に林敏之の後を受け継いで同チームの主将となった平尾誠二の下、同チームラグビー部が同年度の日本ラグビーフットボール選手権大会で優勝し、その後も連勝街道を驀進することになると、他のいくつかの社会人チームでも同様の動きが見られるようになった。もっとも、2003年に創設されたジャパンラグビートップリーグが開始されると、ラグビーでもコーチと選手の分業制が進み、現在では同様のケースを取っているチームはほとんどなくなった。なお、当該項目に示す、神戸製鋼における主将主導のチーム体制は、同じラグビーの例でも、上記に示す松尾雄治らが新日鉄釜石の監督兼選手であった頃のものとは意味合いが異なる（コベルコ神戸スティーラーズ#監督制を廃止を参照）。

### その他の例
- NFLでは、シカゴ・ベアーズのジョージ・ハラスがチーム創設当時の中心選手であり、兼任を含めて延べ40シーズンに亘り監督を務めた上、チームのオーナーでもあった。
- 自転車ロードレースにおける監督は本来選手兼任で務めるものであり、現在もなお兼任監督は少なくない[注 11]。

### 注記
1. ↑  ブレイザーも専任ではあるが、1979年から1980年途中まで阪神の、1981年から2年間南海の監督を務めている。
2. ↑  機運がなかった訳ではなく、2001年オフに西武ライオンズが伊東勤に就任要請をしたものの固辞されている（後に一軍総合コーチ兼選手に就任）。
3. ↑  例えば選手として退場処分を受けた場合、以後監督としての指揮も執れなくなる。
4. ↑  社団法人格のみ引き続き残留可能。
5. ↑  なお、垣野はその後監督専任として現場復帰している
6. ↑  2017年シーズンに藤枝MYFCGKコーチのシジマール、レノファ山口FCGKコーチの平井直人が、一時的にコーチ登録を解除の上で選手登録を行っている[7][8]。
7. ↑  Jリーグ発足後の実例はないが、現役選手（S級ライセンスを所持している人を含む）が事実上監督を兼任する場合は、S級ライセンスを所持していないコーチが「総監督」「監督代行」などの肩書で実質的な監督として指揮を執った例（ヴェルディ川崎での李国秀など）と同様、別にライセンスを所持するコーチを登録上の監督とすることが想定される。
8. ↑  なお、岡村はその後ヘッドコーチを退き、翌シーズンは選手に専念。そのシーズン後に引退した。しかし、大塚商会で専任コーチの後現役復帰。
9. ↑  シーズン終了後ジョンソンは退団し、ベンワーは選手復帰した。
10. ↑  これ自体先代春日野の栃木山守也が栃錦の現役中に没したことなどに配慮した特例措置で、明文化された規則としては、この前年から二枚鑑札は廃止されていた。
11. ↑  但し、2005年から実施されているUCIプロツアー制度が導入されて以降、欧米籍の自転車チームについては、コーチと選手の分業化が進んでおり、またコーチングスタッフも、チームディレクター（チーム監督）、レースディレクター（助監督）といった分業体制を取っているところが多い。もっとも、日本の自転車チームは現在も選手兼任監督というケースが少なくない。